# Williams FW21
O FW21, foi o modelo da Williams utilizado para competir na temporada 1999 de Fórmula 1. Os condutores foram Ralf Schumacher, que havia sido trocado com a equipe Jordan com o Heinz-Harald Frentzen, e Alessandro Zanardi, que já tinha corrido na Fórmula 1 (1991-1994), mas desde 1996 disputou a IndyCART e foi campeão duas vezes (1997 e 1998) na vaga de Jacques Villeneuve na estreante BAR.
Ralf Schumacher teve uma boa temporada no geral, mas Zanardi lutou durante o ano nas características de manipulação de carro. Com a estratégia de pneus, não conseguiu marcar pontos. Ele saiu no final da temporada, sendo substituído então por Jenson Button. A equipe usou motores Supertec FB01, que eram na verdade da tecnologia Renault.

## Resultados[1]
(legenda) (em itálico indica volta mais rápida)
| Ano  | Chassi | Motor             | Pneus | N° | Pilotos            | 1   | 2   | 3   | 4   | 5   | 6   | 7   | 8   | 9   | 10  | 11  | 12  | 13  | 14  | 15  | 16  | Pontos | Posição |  |
| ---- | ------ | ----------------- | ----- | -- | ------------------ | --- | --- | --- | --- | --- | --- | --- | --- | --- | --- | --- | --- | --- | --- | --- | --- | ------ | ------- |  |
|      |        |                   |       |    |                    |     |     |     |     |     |     |     |     |     |     |     |     |     |     |     |     |        |         |  |
|      |        |                   |       |    |                    | AUS | BRA | SMR | MON | ESP | CAN | FRA | GBR | AUT | GER | HUN | BEL | ITA | EUR | MAL | JAP |        |         |  |
| 1999 | FW21   | Supertec FB01 V10 | B     | 5  | Alessandro Zanardi | Ret | Ret | 11† | 8   | Ret | Ret | Ret | 11  | Ret | Ret | Ret | 8   | 7   | Ret | 10  | Ret | 35     | 5º      |  |
| 1999 | FW21   | Supertec FB01 V10 | B     | 6  | Ralf Schumacher    | 3   | 4   | Ret | Ret | 5   | 4   | 4   | 3   | Ret | 4   | 9   | 5   | 2   | 4   | Ret | 5   | 35     | 5º      |  |

† Completou mais de 90% da distância da corrida.